# Ruth Slenczka
Ruth Slenczka, geborene von Campenhausen, (* 4. November 1967 in Köln) ist eine deutsche Historikerin, Kunst- und Kirchengeschichtlerin. Ihr wissenschaftlicher Schwerpunkt ist die Frömmigkeits- und Sozialgeschichte des späten Mittelalters und der Frühen Neuzeit. Im Jahr 2022 wurde sie als Direktorin und Vorstandsvorsitzende des Pommerschen Landesmuseums in Greifswald berufen.

## Leben

### Beruflicher Werdegang
Nach dem Abitur 1986 am Rabanus-Maurus-Gymnasium in Mainz begann Ruth Slenczka ein Studium der Geschichte, Kunstgeschichte und evangelischen Theologie an den Universitäten Mainz, Bonn und Göttingen. 1994 schloss sie die universitäre Ausbildung mit einer Promotion zum Thema Lehrhafte Bildtafeln in spätmittelalterlichen Kirchen ab. Nach der Promotion arbeitete Ruth Slenczka bis 2001 als Wissenschaftliche Mitarbeiterin an der Akademie der Wissenschaften zu Göttingen.
Nach einer Familienphase erhielt sie 2006 ein Wiedereinstiegsstipendium des Landes Rheinland-Pfalz. Von 2008 bis 2013 arbeitete sie an der Humboldt-Universität zu Berlin zunächst am Institut für Geschichtswissenschaften, später als Postdoc im DFG-Sonderforschungsbereich 640 (Repräsentationen sozialer Ordnung). 2014 übernahm sie bei der Evangelischen Wittenbergstiftung die Aufgabe der Geschäftsführerin des Wissenschaftlichen Beirats des Reformationsjubiläums 2017. Von 2015 bis 2018 war sie im Haus der Brandenburgisch-Preußischen Geschichte in Potsdam als Kuratorin und Projektleiterin tätig. Nach einer Tätigkeit als Kustodin am Schlossmuseum Wolfshagen übernahm sie 2019 die Leitung der Museen in Wittenberg der Stiftung Luthergedenkstätten in Sachsen-Anhalt. Hier war sie für die wissenschaftliche Betreuung des Luther- und Melanchthonhauses zuständig.
Im Februar 2022 wurde sie als Nachfolgerin von Uwe Schröder als Direktorin und Vorstandsvorsitzende des Pommerschen Landesmuseum  berufen. Zu den ersten Aufgaben am Pommerschen Landesmuseum zählte die Ausrichtung des Jubiläumsjahres zum 250. Geburtstag von Caspar David Friedrich 2024 mit dem dreiteiligen Ausstellungszyklus Lebenslinien, Sehnsuchtsorte und Heimatorte, der von Birte Frenssen kuratiert wurde. In der neuen Galerie der Romantik, die 2025 eröffnet werden soll, werden die Zeichnungen und Bilder von Caspar David Friedrich, die sich im Besitz des Pommerschen Landesmuseums befinden, einen herausragenden Platz einnehmen.

### Familiäres
Ruth Slenczka ist die Tochter des Zoologen Christoph von Campenhausen und dessen Frau Gabriele, geb. Sartorius. Ihr Großvater war der Theologe Hans Freiherr von Campenhausen, dessen Erinnerungen sie 2005 herausgab. Ruth Slenczka ist seit 1990 mit dem evangelischen Theologen Notger Slenczka verheiratet. Der Ehe entstammen vier Kinder.

### Mitgliedschaften
Ruth Slenczka ist Mitglied von zahlreichen Organisationen und Verbänden, unter anderem der ICOM Deutschland, dem Rat für Vorpommern und das östliche Mecklenburg, dem Deutschen Kulturforum östliches Europa, dem Koordinationsrat für den demokratischen Ostseeraum. Sie ist Mitglied des Vorstandes des Museumsverbandes Mecklenburg-Vorpommern, des Beirates der Metropolregion Stettin sowie Mitglied der Jury des Georg-Dehio-Kulturpreises.

## Veröffentlichungen (Auswahl)
Monografien, Herausgeberschaften
- Lehrhafte Bildtafeln in spätmittelalterlichen Kirchen, Dissertation, Universität Köln, 1988.
- Göttinger Gelehrte. Die Akademie der Wissenschaften zu Göttingen in Bildnissen und Würdigungen 1751–2001, 2 Bde., Göttingen 2001.
- Die „Murren“ des Hans Freiherr von Campenhausen. „Erinnerungen, dicht wie ein Schneegestöber“, Norderstedt 2005.
- Johanniter in Hessen. 800 Jahre diakonischer Auftrag, Themenband des Jahrbuchs der Hessischen Kirchengeschichtlichen Vereinigung, Darmstadt 2008.
- Reformation und Freiheit. Luther und die Folgen für Preußen und Brandenburg, Ausstellungskatalog für das Haus der Brandenburgisch-Preußischen Geschichte in Potsdam, Petersberg 2017.
- Die Silberbibliothek aus Königsberg (1545–1562). Bestandskatalog der 15 überlieferten Bände für das Haus der Brandenburgisch-Preußischen Geschichte in Potsdam, Petersberg 2017.
- Häuslich – persönlich – innerlich. Bild und Frömmigkeitspraxis im Umfeld der Reformation, Berlin 2020.

Aufsätze in wissenschaftlichen Zeitschriften
- Frömmigkeit und Lehre. Didaktische Bildprogramme auf Nürnberger Epitaphien. In: Martial Staub und Klaus A. Vogel (Hrsg.): Wissen und Gesellschaft in Nürnberg um 1500 (= Pirckheimer Jahrbuch für Renaissance- und Humanismusforschung 1999). Harrassowitz, Wiesbaden 1999, ISBN 3-447-09132-0, S. 68–82.
- Städtische Repräsentation und Bekenntnisinszenierung. Die Braunschweiger Kirchenordnung von 1528 und die reformatorische Ausstattung der Brüdernkirche. In: Irene Dingel und Wolf-Friedrich Schäufele (Hrsg.): Kommunikation und Transfer im Christentum der Frühen Neuzeit. von Zabern, Mainz 2007, ISBN 978-3-8053-3862-2, S. 229–273.
- Die gestaltende Wirkung von Abendmahlslehre und Abendmahlspraxis im 16. Jahrhundert. In: Europäische Geschichte Online, hrsg. vom Institut für Europäische Geschichte Mainz, 2010.
- Bemalte Bronze hinter Glas? Luthers Grabplatte in Jena 1571 als „protestantische Reliquie“. In: Philipp Zitzlsperger (Hrsg.): Grabmal und Körper – zwischen Repräsentation und Realpräsenz in der Frühen Neuzeit, 2010.
- Predigerbild und Herrschaftsanspruch. Städtische Konfessionskultur im calvinistischen Emden. In: Irene Dingel und Herman J. Selderhuis (Hrsg.): Calvin und Calvinismus. Europäische Perspektiven. Vandenhoeck & Ruprecht, Göttingen 2011, ISBN 978-3-525-10106-3, S. 463–505.
- ‚Alteuropa‘ als Kunstepoche? Ein Versuch am Beispiel alteuropäischer Grabmonumente. In: Christian Jaser u. a. (Hrsg.): Alteuropa – Vormoderne – Neue Zeit. Epochen und Dynamiken der europäischen Geschichte (1200–1800) (= Zeitschrift für Historische Forschung. Beiheft. Band 46). Berlin 2012, S. 225–243.
- Die Heilsgeschichte des Lebens. Altersinschriften in der nordalpinen Porträtmalerei des 15. und 16. Jahrhunderts. In: Zeitschrift für Kunstgeschichte Jahrg. 76, Nummer 4, 2013, S. 493–540, JSTOR:43598641.
- Lucas Cranach the Younger’s Funeral Sermon as a Lutheran Treatise on Art. In: Jeffrey Chipps Smith (Hrsg.): Visual Acuity and the Arts of Communication in Early Modern Germany. Ashgate, Farnham 2014, ISBN 978-1-4724-3587-3, S. 103–117 (englisch).
- Cranach als Reformator neben Luther. In: Heinz Schilling (Hrsg.): Der Reformator Martin Luther 2017. Eine wissenschaftliche und gedenkpolitische Bestandsaufnahme (= Schriften des Historischen Kollegs, Kolloquien. Band 92). De Gruyter Oldenbourg, Berlin (u. a.) 2014, ISBN 978-3-11-037447-6, S. 133–157.
- Kirchbauprojekte des 16. Jahrhunderts im Dienst der Herrschaftsrepräsentation: Fallbeispiele aus Kursachsen im Spiegel von Bauinschriften, Schrifttafeln und Turmknaufarchiven. In: Jan Harasimowicz (Hrsg.): Protestantischer Kirchenbau der Frühen Neuzeit in Europa. Grundlagen und neue Forschungskonzepte. Schnell + Steiner, Regensburg 2015, ISBN 978-3-7954-2942-3, S. 245–256.
- Adel und Reformation. Landesherrliches Kirchenregiment und seine Folgen. Lutherische Kirchenväter. In: Brandenburgische Gesellschaft für Kultur und Geschichte/Kulturland Brandenburg (Hrsg.): Luther und die Folgen. Reformation in Brandenburg. Potsdam 2017, S. 38–43, 84–89, 110–115.
- Reformation und Kunst. Die religiöse Dimension des künstlerischen Aufbruchs in der nordalpinen Renaissance: Dürer, Cranach und Holbein. In: Wolf-Friedrich Schäufele (Hrsg.): Reformation im Kontext. Eine Bilanz nach fünfhundert Jahren. Evangelische Verlagsanstalt, Leipzig 2018, ISBN 978-3-374-05370-4, S. 69–84.
- Das Wittenberger Luthergrab als Erinnerungsort. In: Armin Kohnle (Hrsg.): Luthers Tod. Ereignis und Wirkung (= Schriften der Stiftung Luthergedenkstätten in Sachsen-Anhalt. Band 23). Evangelische Verlagsanstalt, Leipzig 2019, ISBN 978-3-374-05067-3, S. 231–250.
- Der Hallenser Seidensticker Hans Plock als Bibelleser. Glossen und Einträge in seiner Lutherbibel von 1541. In: Stefan Oehmig und Stefan Rhein (Hrsg.): Wittenberger Bibeldruck der Reformationszeit (= Schriften der Stiftung Luthergedenkstätten in Sachsen-Anhalt. Band 24).  Evangelische Verlagsanstalt, Leipzig 2022, ISBN 978-3-374-06883-8, S. 477–528.

Aufsätze in Ausstellungskatalogen
- Der Erbauer von Orellen Generalleutnat Balthasar Freiherrr von Campenhausen (1689–1758). In: Rundales pils muzejs (Hrsg.): Muiza zem ozoliem. Ungurmuiza un fon Kampenhauzenu dzimta vidzeme / Gutshof unter den Eichen. Orellen und die Familie von Campenhausen in Livland. Rundale 1998.
- Cranach der Jüngere im Dienst der Reformation. In: Roland Enke u. a. (Hrsg.): Lucas Cranach der Jüngere. Entdeckung eines Meisters. Ausstellungskatalog Wittenberg, München 2015.
- Die Reformation als Gegenstand der Herrschaftsrepräsentation. Luther und die Fürsten in der Bildausstattung von Schloss Hartenfels. In: Dirk Syndram u. a. (Hrsg.): Luther und die Fürsten. Selbstdarstellung und Selbstverständnis des Herrschers im Zeitalter der Reformation. Katalog zur Nationalen Sonderausstellung auf Schloss Hartenfels in Torgau, Dresden 2015.
- Die preußische Silberbibliothek – ein reformatorischer Staatsschatz. In: Reformation und Freiheit. Luther und die Folgen für Preußen und Brandenburg. Ausstellungskatalog für das Haus der Brandenburgisch-Preußischen Geschichte in Potsdam, Petersberg 2017.
- Reformation und Bild. In: Dagmar Täube (Hrsg.): Cranach – Kemmer – Lübeck. Meistermaler zwischen Renaissance und Reformation. Katalog des St. Annen-Museums Lübeck, München 2021.
- Pommern im Mittelalter. In: Pommern, Land am Meer. Katalog zur landesgeschichtlichen Dauerausstellung des Pommerschen Landesmuseums, 2. überarbeitete und erweiterte Aufl., Greifswald 2024.